# めで鯛
めで鯛（めでたい、3月30日 - ）は、日本の4コマ漫画家。女性。静岡県出身。

## 概要
1995年頃より、主に小動物をメインとして扱ったアンソロジー形式での単行本『ハムスター倶楽部』（あおば出版）などにて2004年頃まで看板作家として執筆していた。また芳文社、双葉社などの4コマ漫画雑誌でも執筆活動をしていた。2009年現在は芳文社の『まんがタイムファミリー』にて『ネコ式生活』を連載しているほか、同社の小動物系アンソロジー形式のコミック誌『ラブ・ねこ』にて表紙や巻頭作品を担当している。
漫画家になったきっかけは短大時代に周りの友人が同人活動をしていてその時に描いたのがきっかけとのこと。ペンネームもそのときの友人がつけてくれたとのこと。

## 作品リスト
- ハムスター倶楽部 めで鯛コレクション（スターフィッシュ）1～2巻

1. 電子書籍　1巻（2014年03月）
2. 電子書籍　2巻（2014年03月）

- ハムスター日記 うりうりうり坊!（まんがタイムオリジナル、まんがタイムファミリー（芳文社））全6巻

1. ISBN 9784832261426（1999年07月）
2. ISBN 9784832261587（2000年1月）
3. ISBN 9784832261938（2001年1月）
4. ISBN 9784832262317（2001年12月）
5. ISBN 9784832262737（2002年12月）
6. ISBN 9784832263178（2003年12月）

- 花丸ハムスター（ハムスター倶楽部スペシャル（あおば出版））全5巻

1. ISBN 9784873170077（1999年8月）
2. ISBN 9784873171043（1999年12月）
3. ISBN 9784873171562（2000年11月）
4. ISBN 9784873173405（2003年12月）
5. ISBN 9784873174020（2004年10月）

- 素顔のままで（まんがタイムジャンボ（芳文社））1～2巻

1. ISBN 9784832261853（2000年10月）
2. ISBN 9784832262157（2001年7月）

- ごちゃまぜOLぷりん（ソフトバンクパブリッシング）全1巻

1. ISBN 9784797315189（2001年1月）

- うちの猫のコト（双葉社）全1巻

1. ISBN 9784575937961（2002年8月）

- 爆れつニャンコのたまたま通信!!（まんがタウン（双葉社））全2巻

1. ISBN 9784575938722（2003年12月）
2. ISBN 9784575939477（2005年4月）

- ハムスターミソ日記（双葉社）全1巻

1. ISBN 9784575938760（2004年2月）

- ネコ式生活（まんがタイムファミリー（芳文社））1～2巻

1. ISBN 9784832266025（2008年1月）
2. ISBN 9784832266995（2008年12月）

他、あおば出版や芳文社、早稲田出版などの出版社よりめで鯛の作品を看板作品としたアンソロジー形式での単行本が多数出版されている。